# Anié
Anié – miasto w południowym Togo, w regionie Plateaux. Położone jest nad rzeką Anié, około 170 km na północ od stolicy kraju, Lomé. W spisie ludności z 6 listopada 2010 roku liczyło 37 398 mieszkańców.